# Shawarma

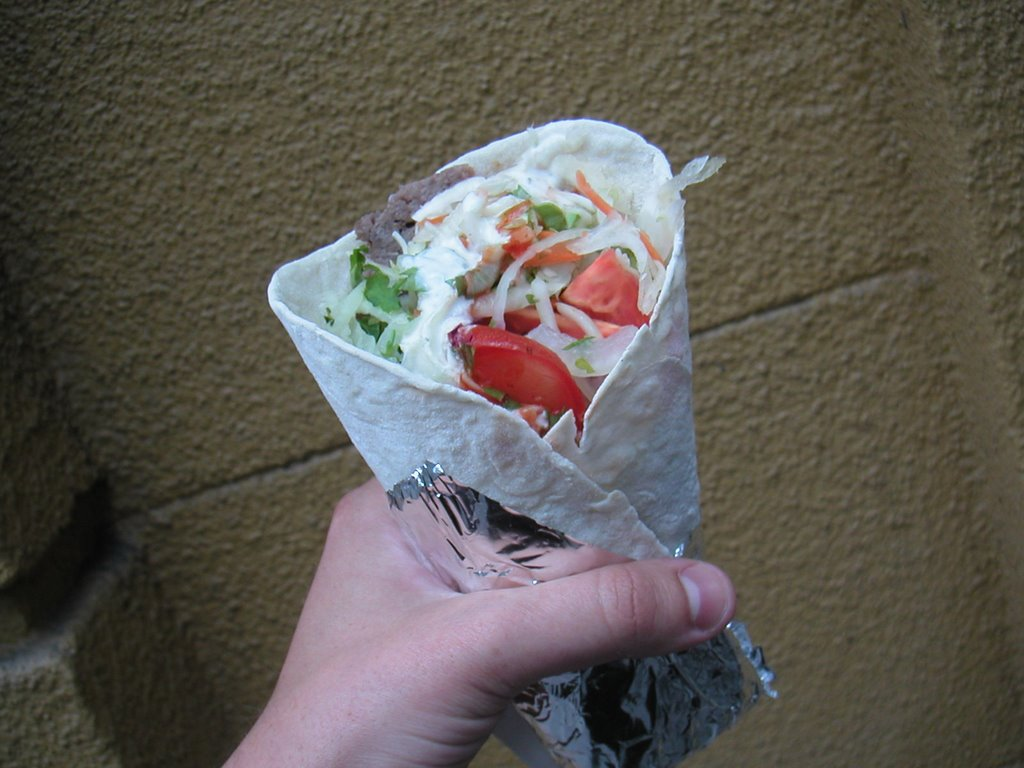
Shawarma.

Shawarma (arabiska: شاورما, även schawarma, sjaverma, sjaurma) är en maträtt från Mellanöstern som liknar kebab. Shawarma äts till exempel i Egypten, Bahrain och Syrien. Maträtten består av ett stycke skurna köttbitar, oftast lamm eller kyckling som roterar och grillas samtidigt. Köttet har en specifik smak av kryddpeppar och brukar även kryddas med vinäger.
Ordet shawarma kommer från turkiska ordet çevirme vilket betyder roterande eller snurrande. 